# لوسيان فيرناي
لوسيان فيرناي (بالفرنسية: Lucienne Vernay)، اسمها الأصلي: لوسيان تورس (بالفرنسية: Lucienne Torres)، (مواليد الجزائر، 12 ديسمبر 1919)، (وفاة 23 مارس 1981) هي مغنية ومؤلفة فرنسية.

## السيرة

### الشباب
درست البيانو في المعهد الموسيقي بالجزائر. في أوائل 1943، أثناء اختبار أداء، التقت بجاك كانيتي، الذي اختار لها اسم "لوسيان فيرناي Lucienne Vernay". عُيّنت مغنيةً في فرقة راديو فرنسا في الجزائر، وقد كان جاك كانيتي قد تولّى إدارتها للتو.
في نهاية 1943، أسس جاك كانيتي مع لوسيان فيرناي وآخرين مسرحاً متنقلاً. من 1943 إلى 1945، سافر المسرح في جميع أنحاء شمال إفريقيا، في 15 سبتمبر 1947، تزوج جاك كانيتي ولوسيان فيرناي بباريس، وأنجبا ثلاثة أطفال.
في 15 ديسمبر 1947، ساعدت جاك كانيتي في افتتاح مسرح واكتشاف العديد من المغنين الفرنسيين مثل: هنري سلفادور وفيليكس لوكلير وجورج براسانس وجاك بريل وبورس فيان وسيرج غينسبور وسيرج ريجيانى.
في عقد 1950، بدعم من جاك كانيتي، سجّلت مجموعة من الأغاني للأطفال. حازت تلك التسجيلات على جوائز عديدة، كما بيعت ملايين النسخ منها في فرنسا وحول العالم. في 1951، سجلت مع فيليكس ليكلير عدة أغاني كثنائي موسيقى. في 1952 قررت التوقف عن الغناء، والتفرغ لتربية الأبناء.

### الكتابة
في 1964، انضمت لوسيان فيرناي إلى صاسام. عملت مع زوجها على إنشاء كتالوج يضم أعمال بورس فيان وجاك بريفير وجان كوكتو وإلسا تريوليت وبريجيت فونتين وغيرهم.

### الوفاة
توفيت في 23 مارس 1981؛ عقب معاناتها من مرض خطير، ودفنت في مقبرة بير لاشيز.

## روابط خارجية
- لوسيان فيرناي على موقع المحدد المعياري الدولي للأسماء
- لوسيان فيرناي على موقع ديسكوغز
- لوسيان فيرناي على موقع ميوزك برينز
- مقطع أغاني أطفال بصوت لوسيان فيرناي على موقع يوتيوب